# 숙빈 윤씨
숙빈 윤씨(淑嬪 尹氏, ? ~ 1595년 이후)는 조선 인종의 후궁이다.

## 생애
조선의 제12대 임금 인종의 후궁으로, 아버지는 돈녕도정을 지낸 윤원량이고, 어머니는 순천 장씨이다. 윤원량은 인종의 계모인 문정왕후의 오빠로, 숙빈 윤씨는 문정왕후의 친조카가 된다. 본관은 파평이다.
인종이 세자이던 1536년(중종 31년) 음력 2월 세자궁의 후궁을 선발하기 위해 윤씨에게도 금혼령이 내려졌으며, 1537년(중종 32년) 음력 11월에 양제(良娣)로 선발되어 입궁하는 것이 논의되었다. 금혼령이 내려졌을 때부터 일부에서는 윤씨는 세자의 모후의 조카이므로 후궁으로 삼을 수 없다고 주장하였으나, 윤은보 등은 한명회의 두 딸이 나란히 예종비 장순왕후와 성종비 공혜왕후로 책봉된 예를 들면서 문제가 없다고 하여 입궁하게 되었다. 한편 1543년(중종 38년) 인종의 전각에서 화재가 발생하였는데, 이를 두고 윤씨의 친정에서 저지른 것이라는 소문이 돌기도 하였다.
이후 언제 진봉되었는지는 알 수 없으나, 적어도 임진왜란이 한창이던 1595년(선조 28년)에는 이미 숙빈(淑嬪)으로 봉해져 있었다. 이 때 남양에서 윤씨에게 음식물을 지급토록 하라는 명을 내렸다는 기록이 있는 것으로 보아, 윤씨는 그 이후에 사망한 것으로 보인다. 소생은 없었다.

## 기타
- 명종비 인순왕후가 승하하자, 1577년(선조 10년)경 윤씨는 비구니 지명과 함께 불화 《지장보살본원경변상도》를 발원하였다. 윤씨가 발원한 불화는 자수궁정사에 봉안되었으며, 현재는 일본 교토부 지온인에 소장되어 있다.[7]
- 2002년 9월 파평 윤씨 종중의 산에서 유물이 발견되었는데, 이 중에는 적어도 1566년(명종 22년) 이전에 작성된 윤씨의 언문 편지가 포함되어 있다. 편지는 극존칭으로 작성되었으며, 인종과 오빠 윤소의 죽음에 대해 쓴 것이다. 이 편지는 한국어사 연구에 중요한 자료로 평가받는다.[2][8]

## 가족 관계
본가와 외가
- 조부 : 파산부원군 증 영의정 정평공 윤지임(坡山府院君 贈 領議政 靖平公 尹之任, 1475~1534)
- 조모 : 전성부부인 전의 이씨(全城府夫人 全義 李氏, 1475~1511)
  - 아버지 : 돈녕도정 윤원량(敦寧都正 尹元亮, 1495~1569)
  - 백부 : 장예원사평 윤원개(掌隸院司評 尹元凱, 생몰년 미상)
  - 숙부 : 호조참판 윤원필(戶曹參判 尹元弼, 1496~1547)
  - 숙부 : 돈녕부도정 윤원로(敦寧府都正 尹元老, 미상~1547)
  - 숙부 : 영의정 서원부원군 윤원형(領議政 瑞原府院君 尹元衡, 1509?~1566)
  - 고모 : 문정왕후 윤씨(文定王后 尹氏, 1501~1565)
    - 고종사촌(시동생) : 제13대 명종(明宗, 1534~1567, 재위 1545~1567)
- 외조부 : 장일취(張日就, 생몰년 미상)
- 외조모 : 미상
  - 어머니 : 정부인 순천 장씨(貞夫人 順天 張氏, 생몰년 미상)
    - 오빠 : 윤소(尹紹, 생몰년 미상)[9]

시가
- 시조부 : 제9대 성종(成宗, 1457~1494, 재위 1469~1494)
- 시조모 : 정현왕후 윤씨(貞顯王后 尹氏, 1462~1530)
  - 시아버지 : 제11대 중종(中宗, 1488~1544, 재위 1506~1544)
  - 시어머니 : 장경왕후 윤씨(章敬王后 尹氏, 1491~1515)
    - 남편 : 제12대 인종(仁宗, 1515~1545, 재위:1544~1545)